# 大久保公忠
大久保 公忠（おおくぼ きみただ）は、高松藩の大老（家老）。大久保主計家初代。

## 生涯
寛永6年（1629年）、水戸藩家臣200石大久保公吉の次男として生まれる。実は、藩主徳川頼房の庶子で、頼房の侍女であった母が、身篭ったまま大久保公吉に嫁ぎ生まれた、とする説がある（「英公外記」）。寛永18年（1641年）、下館藩主であった松平頼重に小姓として10両5人扶持で仕える。
寛永19年（1642年）、頼重が讃岐高松に転封されると、父公吉と共に同行し、20両18人扶持を受ける。翌寛永20年（1643年）、知行300石となる。正保元年（1644年）、1000石加増されて1300石となり、老中に任ぜられる。正保2年（1645年）、加増されて2000石となり、17歳で大老に任ぜられる。大老は、家老の上に位置する藩内の最高位である。藩政当初は、肥田、彦坂、大久保の3家から大老が出ていたが、後に大久保家が独占することとなる。明暦2年（1655年）、加増されて禄高3000石となる。延宝元年（1673年）、藩主頼常の家督相続御礼言上の際に、江戸城で将軍徳川家綱に拝謁する。
延宝6年（1678年）、隠居して家督を嫡男の公卓に譲る。隠居領として1000石を与えられ、不徹と号した。公卓は藩主頼常の養女（頼重の娘）と結婚し、大老となる。次男守羨も500石を授かり家老となった。元禄10年（1697年）、公卓が継嗣無きまま先立って没し、その跡を守羨が相続する。守羨の跡は子の公敦が継ぎ、藩主頼豊の娘と結婚、大老となる。公敦の跡を継いだ新蔵（公明）の夭折により公忠の血統は断絶し、その跡は藩主頼恭の四男頼起、同七男頼裕が家名を相続した。

## 演じた人物
- 阿部六郎（水戸黄門 第30部 第25話「父は子を、子は父を」、2002年）